# Buais
Pour les articles ayant des titres homophones, voir Buès et Buée.
Buais est une ancienne commune française, située dans le département de la Manche en région Normandie, peuplée de 490 habitants, commune déléguée au sein de Buais-Les-Monts depuis le 1er janvier 2016.

## Géographie
| Saint-Symphorien-des-Monts | Ferrières                        | Le Teilleul                      |
| Savigny-le-Vieux           | Buais                            | Heussé                           |
| Landivy (Mayenne)          | Fougerolles-du-Plessis (Mayenne) | Fougerolles-du-Plessis (Mayenne) |

## Toponymie
Le nom de la localité est attesté sous les formes de Buadais en 1112, Buais vers 1130, Buhais en 1238 et Bueys en 1294.
L'origine du toponyme n'est pas clairement établie mais il pourrait être issu d'un anthroponyme latin (Buta) selon Albert Dauzat ou germanique selon Ernest Nègre.
Le gentilé est Buaisien.

## Histoire
En 1238, Henri de Moisy/Moissi, chevalier, donne aux prieurs et chanoines du Plessis-Grimoult et d'Yvrandes tous les droits qu'il détenait sur le patronage de l'église de Buais.
En 1795, à Sainte-Anne de Buais se déroula un combat entre les troupes de Frotté et les Républicains, où trouva la mort Jacques d'Alba, chef chouan, seigneur de Mausson en Landivy.

## Politique et administration
| Période                                  | Période       | Identité                       | Étiquette   | Qualité     |
| ---------------------------------------- | ------------- | ------------------------------ | ----------- | ----------- |
|                                          |               | Louis Julien Rouel             |             |             |
|                                          |               | Pierre-Jean-François Blandet   |             |             |
| 1891                                     | 1916          | Hyacinthe Pierre Victor Dupont | Républicain | Notaire     |
| 1921                                     | 1927          | Hyacinthe Pierre Réné Dupont   | Républicain | Notaire     |
|                                          | 2001          | Adrien Séquard                 |             |             |
| 2001                                     | mars 2008     | Raymond Lesellier              |             |             |
| mars 2008                                | décembre 2015 | Éric Courteille                |             | Agriculteur |
| Les données manquantes sont à compléter. |               |                                |             |             |

Le conseil municipal était composé de quinze membres dont le maire et trois adjoints.

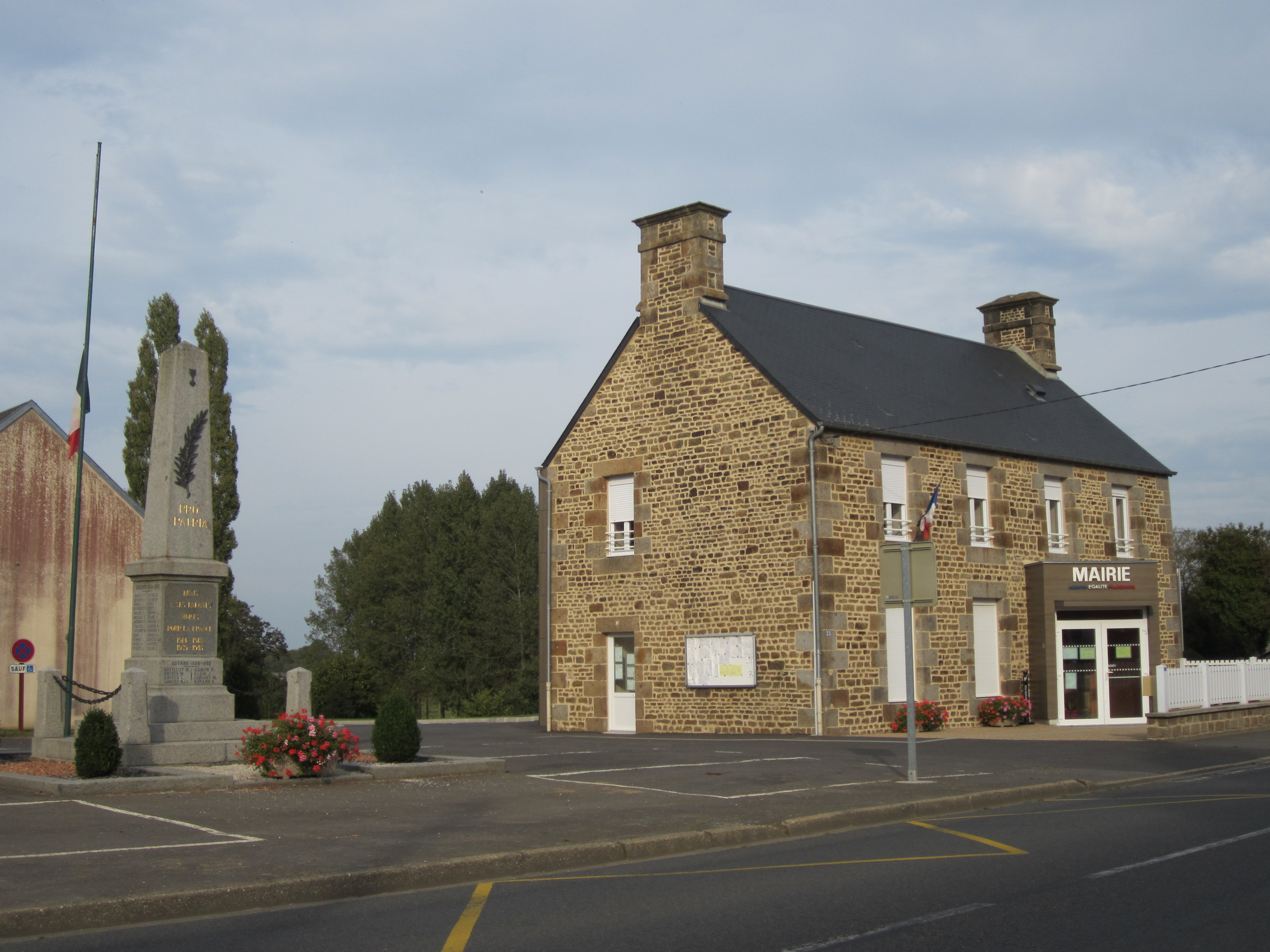
La mairie.

## Démographie
En 2021, la commune comptait 490 habitants. Depuis 2004, les enquêtes de recensement dans les communes de moins de 10 000 habitants ont lieu tous les cinq ans (en 2004, 2009, 2014, etc. pour Buais) et les chiffres de population municipale légale des autres années sont des estimations.
Buais a compté jusqu'à 1 470 habitants en 1851.
| 1793  | 1800  | 1806  | 1821  | 1831  | 1836  | 1841  | 1846  | 1851  |
| ----- | ----- | ----- | ----- | ----- | ----- | ----- | ----- | ----- |
| 1 300 | 1 268 | 1 319 | 1 168 | 1 195 | 1 380 | 1 432 | 1 350 | 1 470 |

| 1856  | 1861  | 1866  | 1872  | 1876  | 1881  | 1886  | 1891  | 1896  |
| ----- | ----- | ----- | ----- | ----- | ----- | ----- | ----- | ----- |
| 1 440 | 1 429 | 1 420 | 1 380 | 1 332 | 1 351 | 1 327 | 1 313 | 1 297 |

| 1901  | 1906  | 1911  | 1921 | 1926  | 1931  | 1936  | 1946  | 1954 |
| ----- | ----- | ----- | ---- | ----- | ----- | ----- | ----- | ---- |
| 1 303 | 1 211 | 1 182 | 976  | 1 021 | 1 008 | 1 056 | 1 031 | 955  |

| 1962 | 1968 | 1975 | 1982 | 1990 | 1999 | 2004 | 2009 | 2014 |
| ---- | ---- | ---- | ---- | ---- | ---- | ---- | ---- | ---- |
| 983  | 901  | 822  | 776  | 702  | 652  | 629  | 568  | 497  |

| 2018 | - | - | - | - | - | - | - | - |
| ---- | - | - | - | - | - | - | - | - |
| 492  | - | - | - | - | - | - | - | - |

## Lieux et monuments
- Église Sainte-Anne de 1859, restaurée en 2002, avec une flèche en pierre. Elle remplace l'ancienne église Saint-Paterne (ou Saint-Pair). Elle abrite une statue de saint Paterne du XVIe[12] et un bénitier du XVIIe[13] classés au titre objet aux monuments historiques, ainsi qu'une verrière du XIXe. Lors de la tempête de 1999, l'église fortement endommagée, fut restaurée en 2002[5].
- Château de L'Estang, du parti du roi et du duc de Montpensier en 1591, lors de la huitième guerre de religion.
- Château des Buissons.
- Vestiges de terre d'un camp dit Saint-Paterne au milieu d'un bois au Vieux-Bourg. Il n'en subsiste qu'une enceinte en forme de fer à cheval d'une centaine de mètres. À proximité, ont été retrouvé des monnaies romaines de la fin du Ier et IIe siècles[5].
- Maisons aux linteaux datés dont un de 1769 au carrefour.
- Croix de chemin, oratoire du Vieux Bourg.

Pour mémoire
- Manoir de Beaumesnil, possession de la famille de La Touche anoblie par Louis XIV, détruit en 1879[5].